# Karl Albiker

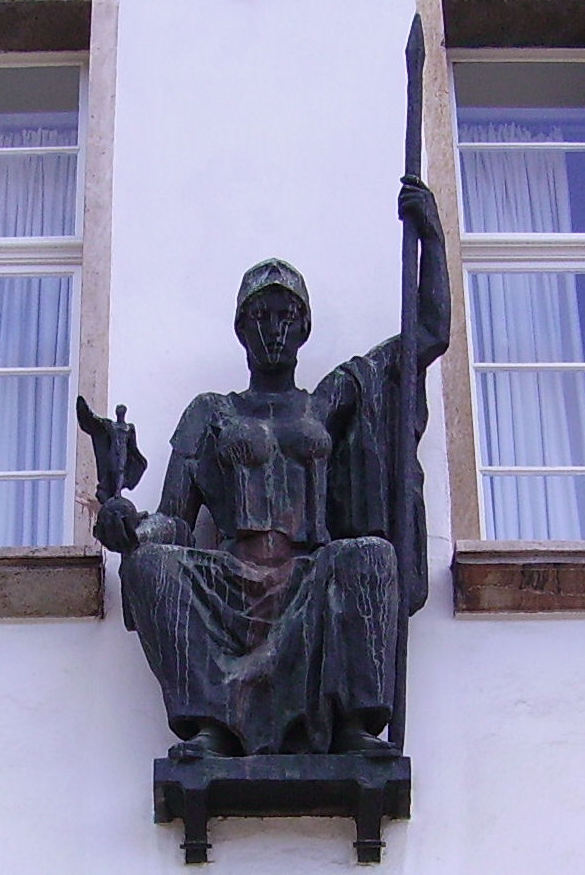

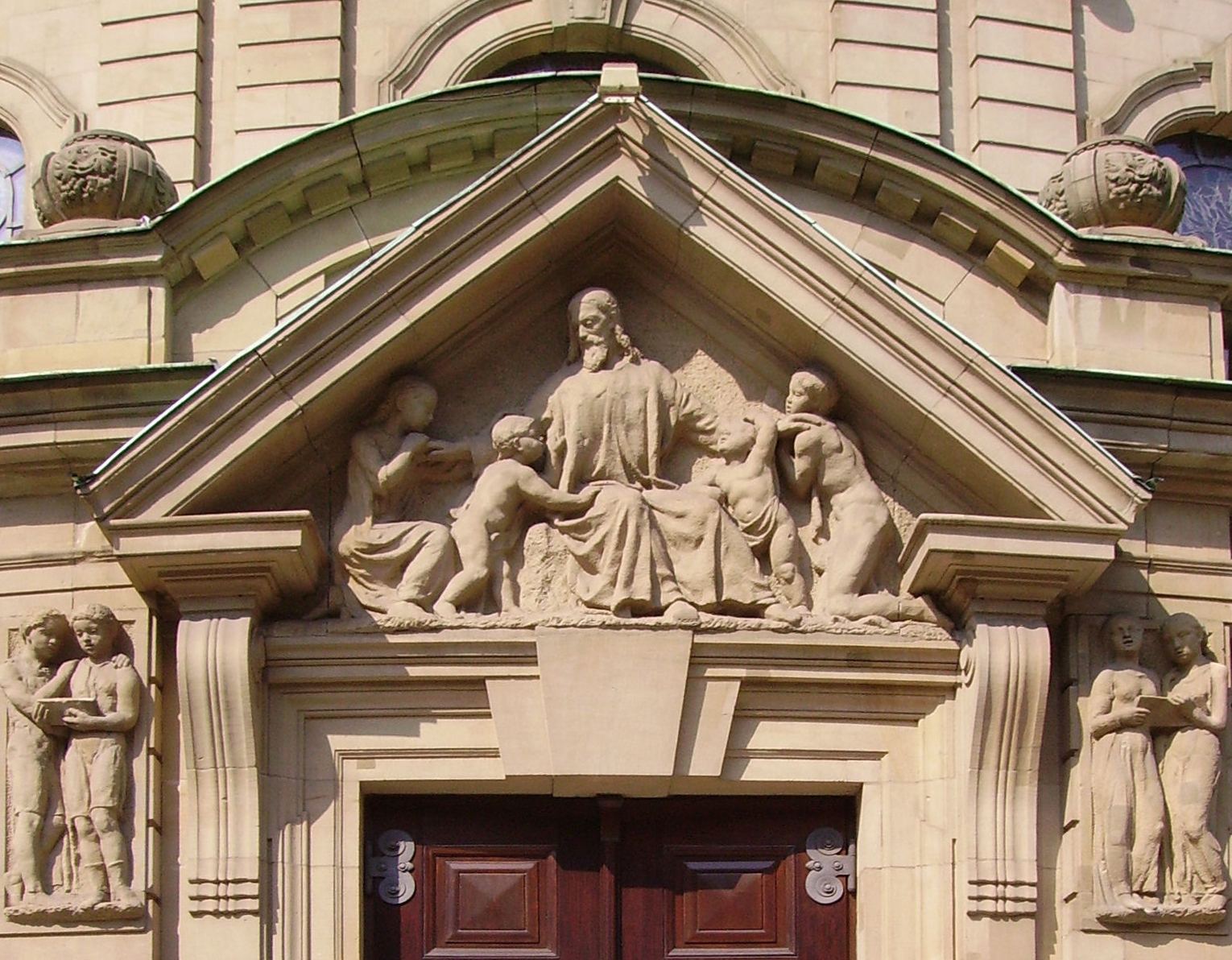
Portal de la Iglesia de Cristo en Mannhein

Karl Albiker (Ühlingen-Birkendorf, Alemania, 16 de septiembre de 1878 -  Ettlingen, 26 de febrero de 1961) fue un escultor, litógrafo y profesor de Bellas Artes. Parte de sus obras son desnudos femeninos, escultura de retrato y conjuntos monumentales.

## Biografía
Estudiante de una maestría en la Academia de Bellas Artes de Karlsruhe; desde la universidad fue amigo del pintor expresionista Karl Hofer, entre otros. Durante los años 1899 y 1900 asistió en París a la Académie Julian y el estudio del escultor Antoine Bourdelle. En París conoció a su admirado escultor Auguste Rodin, que con el tiempo fue su maestro. Posteriormente Karl Albiker estuvo durante un tiempo viviendo en Munich (1900-1903) y en un viaje de estudios en Roma (1903-1905). En 1905 se mudó a una casa-estudio en Ettlingen. La adjudicación del Premio Villa Romana en 1910 le permitió permanecer en Florencia, donde conoció al filósofo Leopold Ziegler, que dedicó a Albiker su obra sobre el arte Florentinische Introduktion (1911).
En 1919 el artista fue profesor de la Academia de Bellas Artes de Dresde y fue contratado en la escuela de arte local. Fue uno de los maestros más importantes de estas escuelas y fundó, en 1927, tanto la Secesión de Baden como la nueva Nueva Secesión de Múnich.
El régimen nacional-socialista, que no tenía inicialmente artistas que expresasen su ideología a través del trabajo artístico, atrajo a través de su participación en proyectos arquitectónicos a escultores como Karl Albiker, Richard Scheibe y Joseph Wackerle, que ya había hecho un nombre en la década de 1920 con la creación de grandes esculturas para espacios públicos y edificios administrativos, incluyendo el proyecto de reconstrucción del Foro de Berlín sobre el deporte, el Reichssportfeld (Campo de deportes del Reino). Albiker fue el encargado de diseñar el programa escultórico del conjunto, bajo la supervisión del arquitecto Werner March, encargado del diseño general. En la década de 1930, Albiker formó parte del jurado de "arte alemán".
Durante los bombardeos de la Segunda Guerra Mundial, su casa y estudio fueron destruidos. En 1947 regresó a su región natal de Baden e instituyó la Fundación Karl-Albiker, gracias a la cual sus propias obras y las de su colección privada de arte, incluyendo cerca de 80 obras de Karl Hofer, pasaron a ser posesión del museo de la ciudad de Ettlingen.
Karl Albiker murió en 1961, a la edad de 82, años en Ettlingen.
Su hijo Carl Albiker (1905-1996) fue historiador del arte y fotógrafo. 

## Obras
Además de sus esculturas para espacios públicos, Karl Albiker preparó modelos para la fabricación de piezas en cerámica mayólica de Karlsruhe (Porcelana de Meissen), diseñó medallas, medallones y litografías.
Sus obras se incluyen en la Galería de la Ciudad de Ettlingen, en el Castillo Ettlingen y en el Museo Municipal de Zwickau, entre otros.
Entre las obras más destacadas de Karl Albiker se incluyen las siguientes:
- La demanda - Die Klage y el duelo -Die Trauernde (Bronce, alt. 137 cm), Hagen, Museo Karl-Ernst-Osthaus
- 1925: Palas Atenea , Monumento a los fallecidos en la guerra de la Universidad de Karlsruhe, Technische Hochschule[3]

Para la misma universidad hizo la figura de Fridericiana

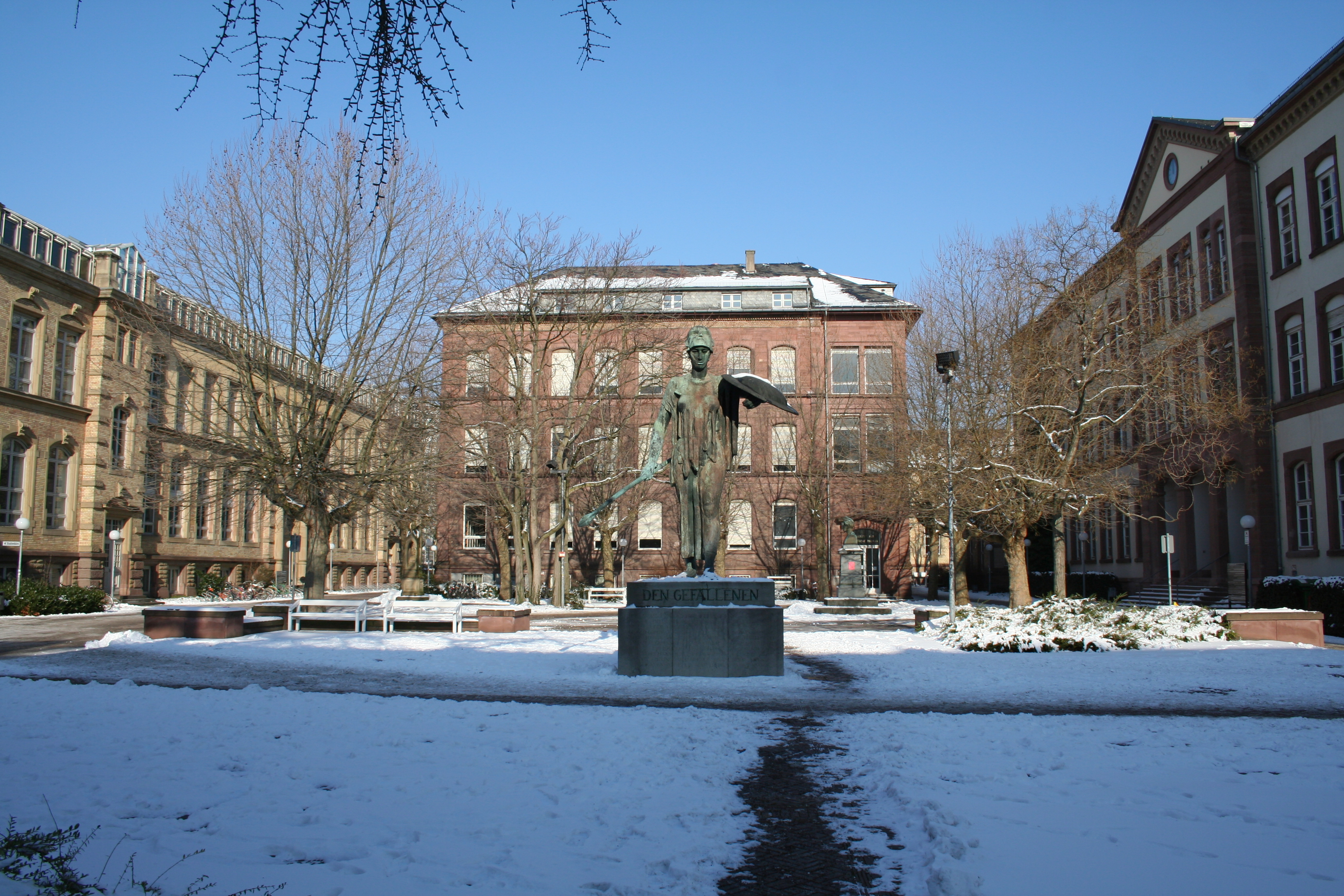
Atenea
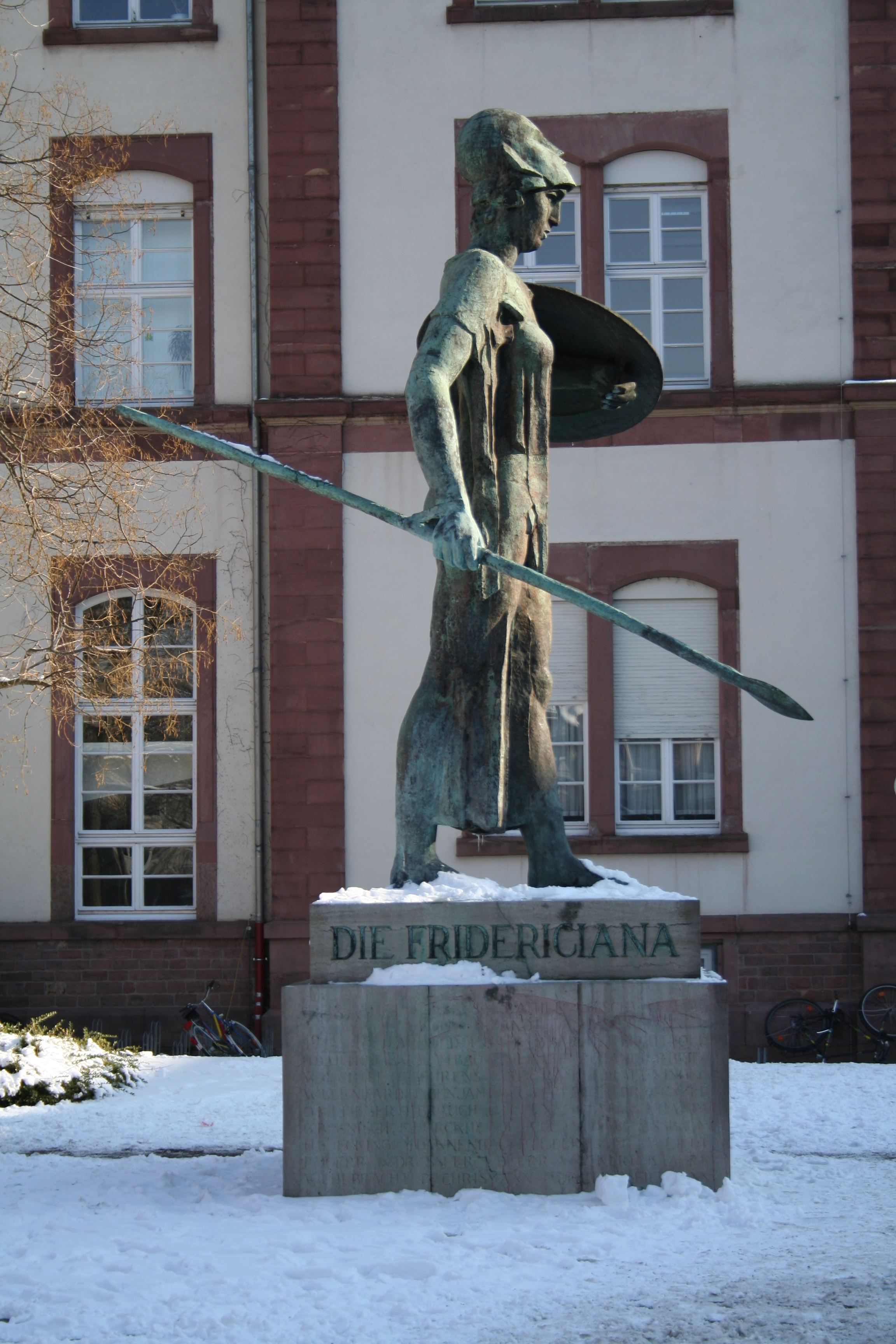
Fridericiana

- 1926: figura de Cristo de piedra sobre la entrada principal de la Iglesia del Redentor (Dresde).

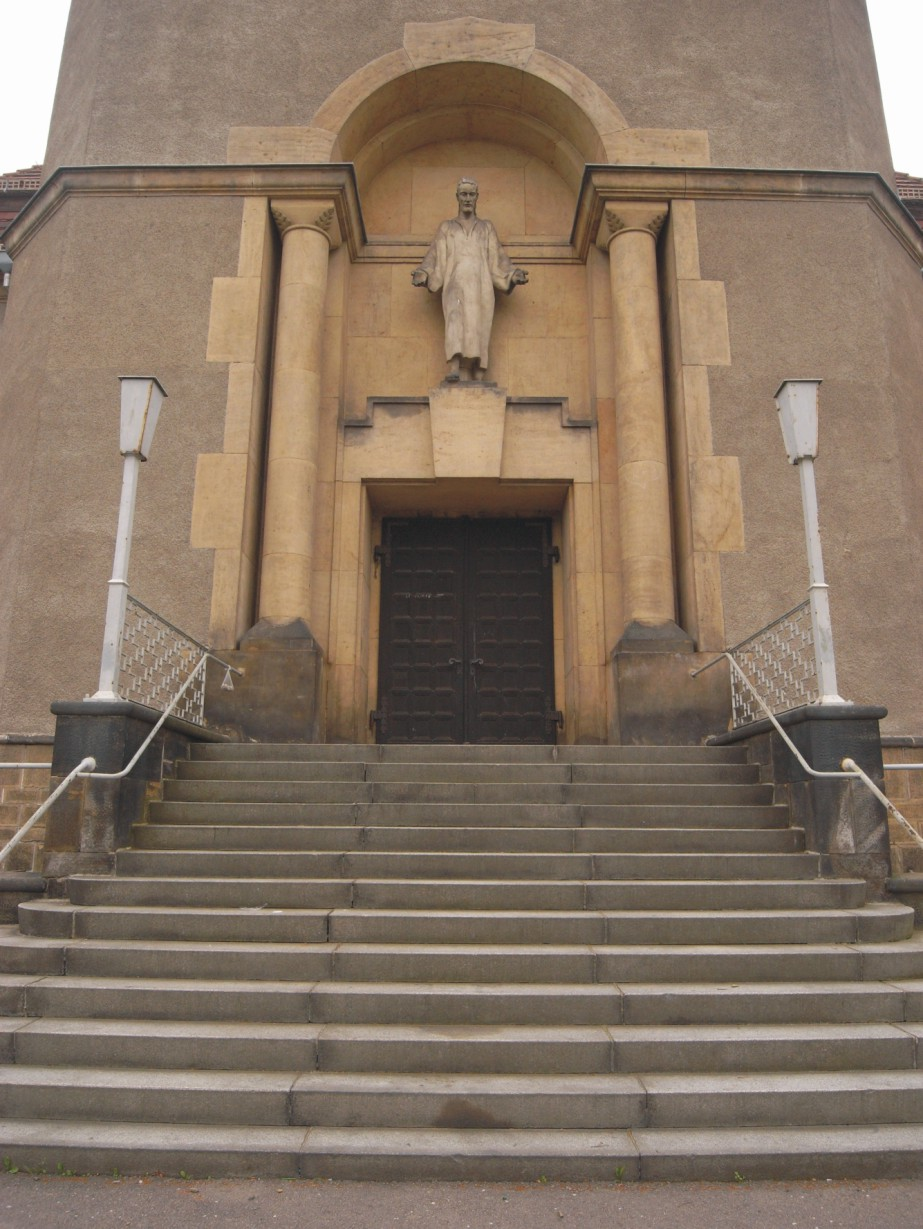
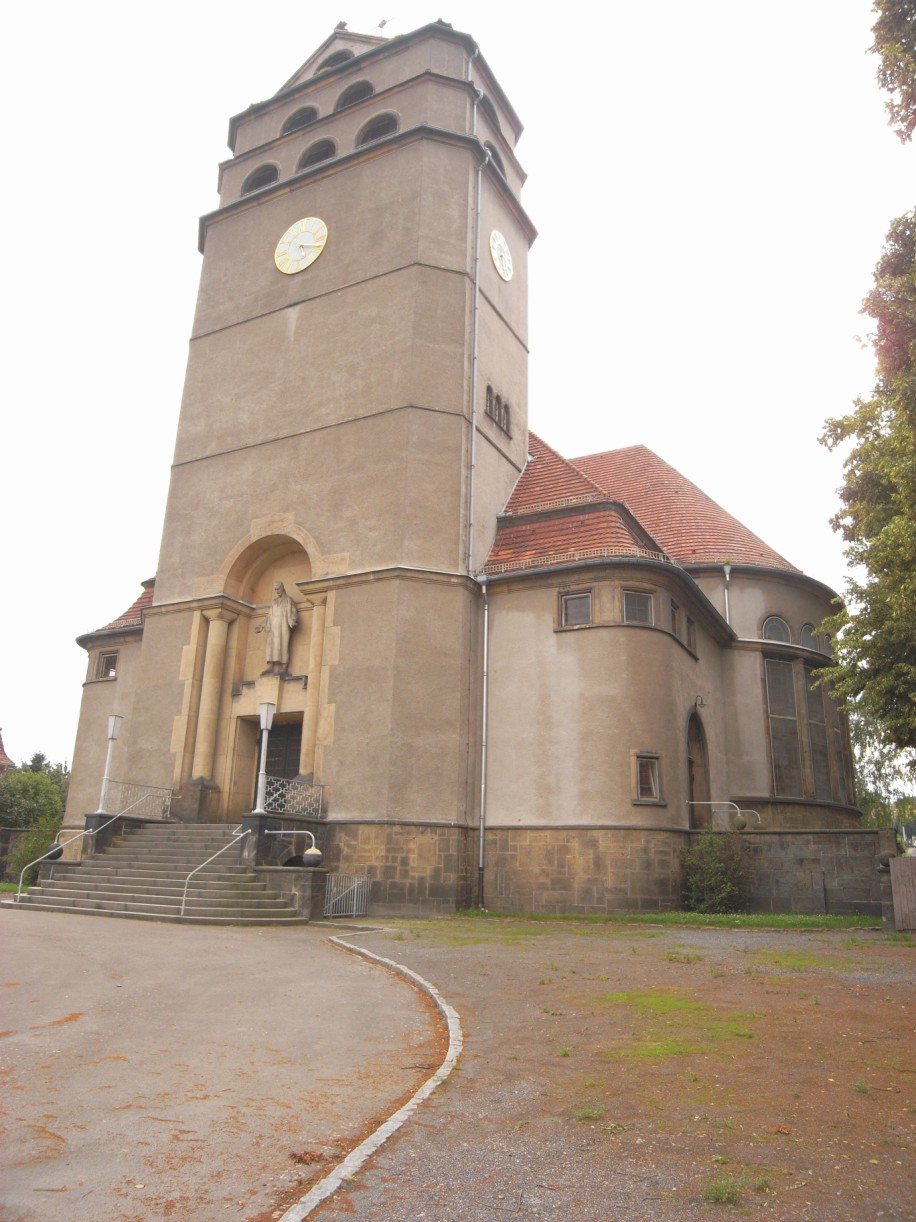

- 1926: Soldado Caído - Gefallener Soldat, escultura monumental, Greiz, Greizer Park, Rotonda

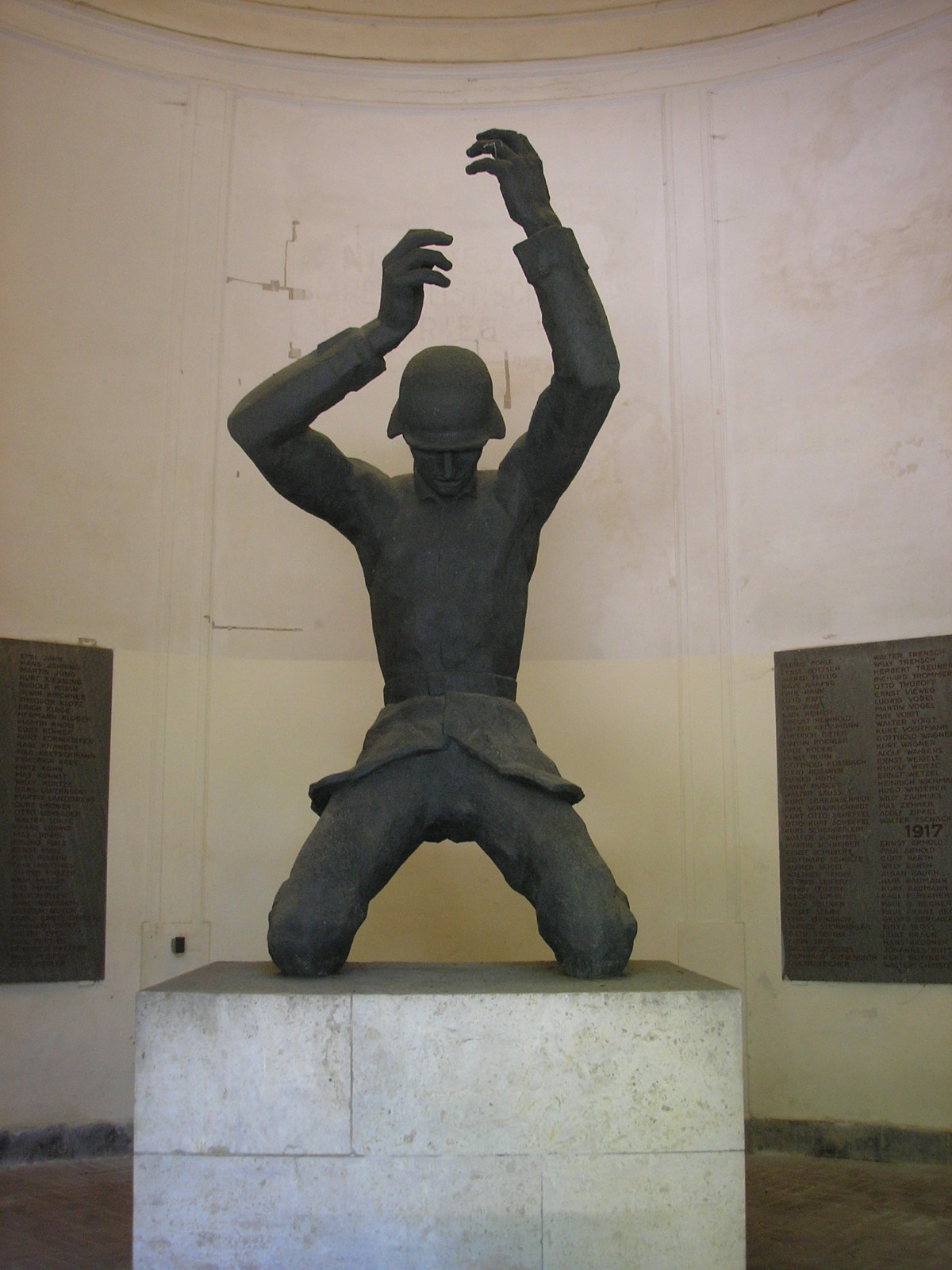
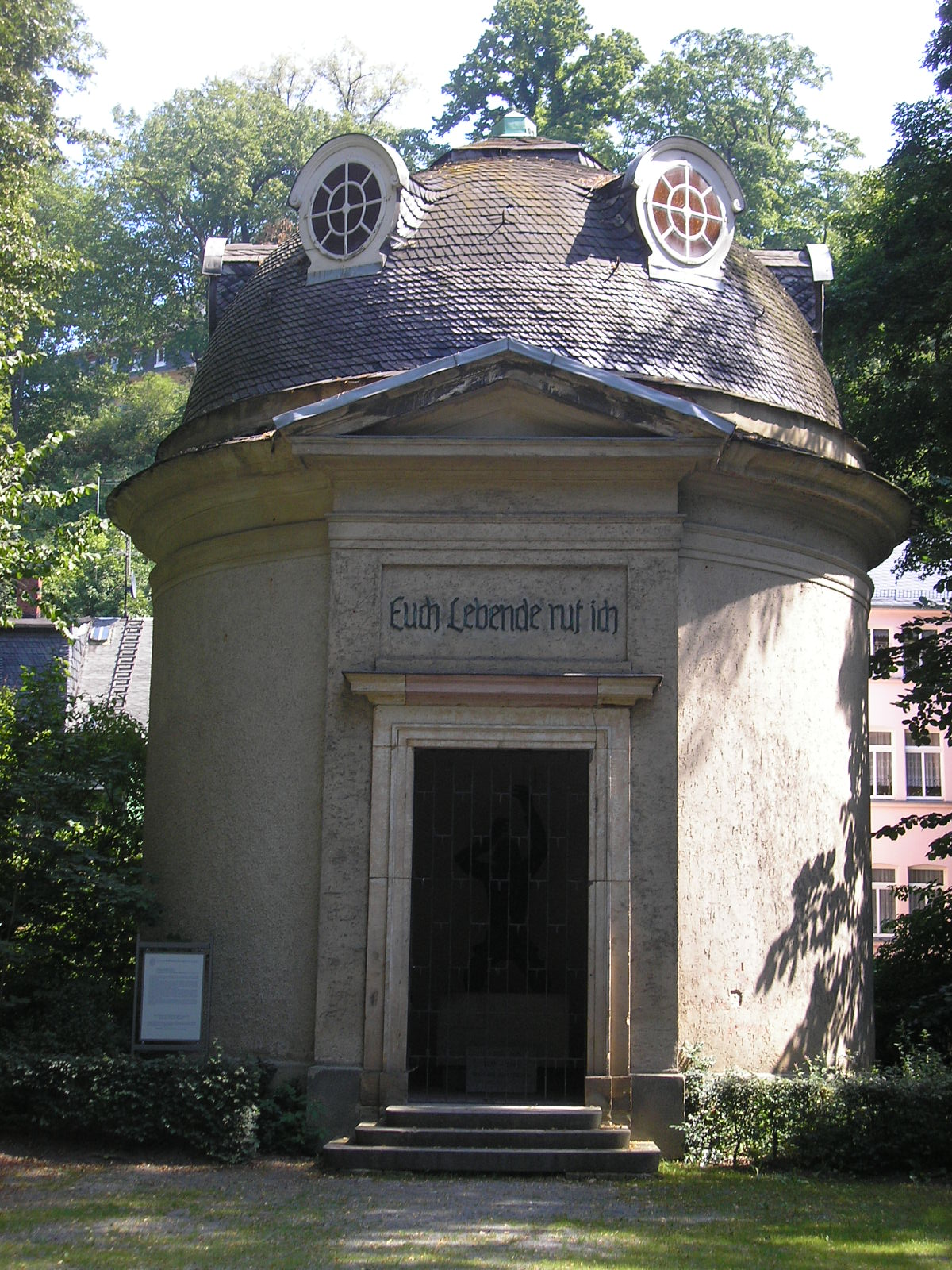

- 1929/31: Higía - Hygieia, Dresde, Museo Alemán de la Higiene, en 1992 restaurado por el escultor de Dresde Wilhelm Landgraf (muy dañada por el bombardeo de Dresde en 1945, los restos se fundieron 1952).[4]
- 1931: Minerva, Heidelberg, Universidad Ruprecht-Karls

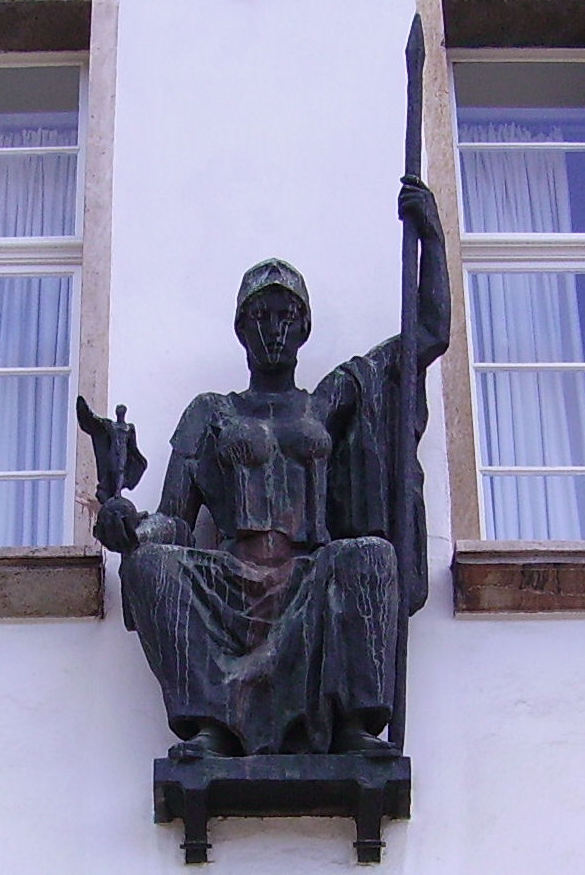
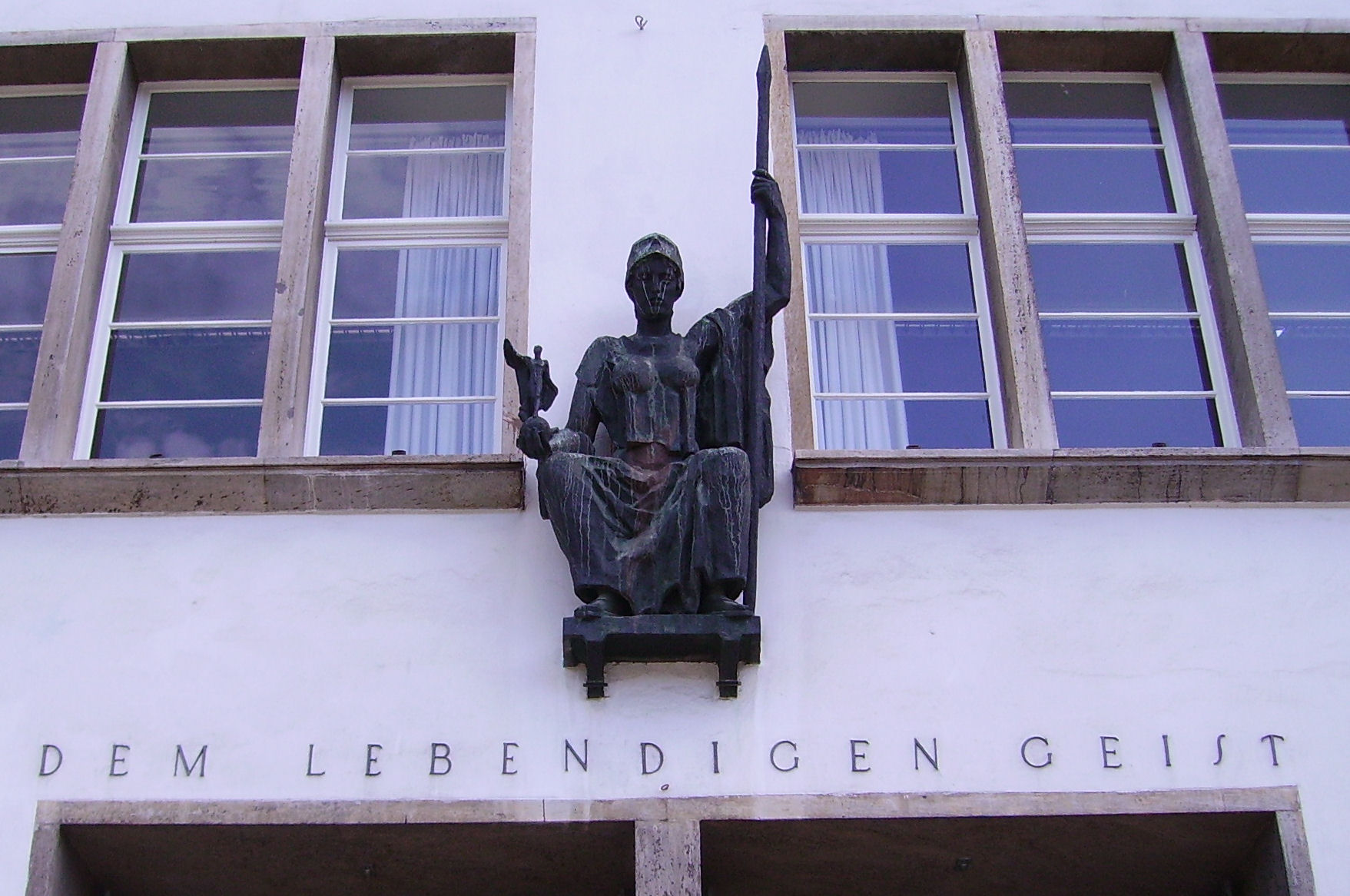

- 1935/37: Los lanzadores de disco - Der Diskuswerfer, Berlín, Parque Olímpico, antiguo campo de deportes del Reich

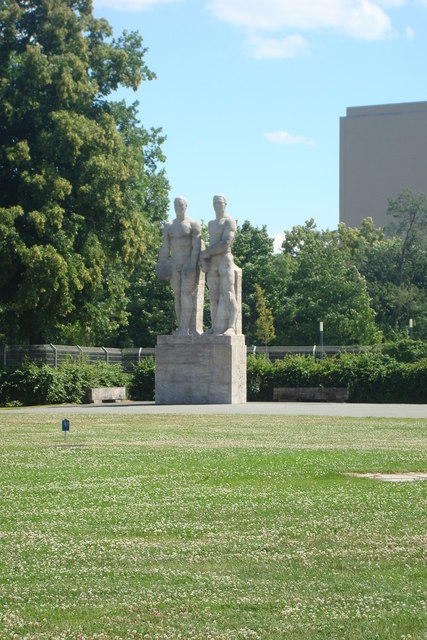

- 1935/37: Los corredores de relevos - Die Staffelläuferin, Berlín, Parque Olímpico, antiguo campo de deportes del Reich

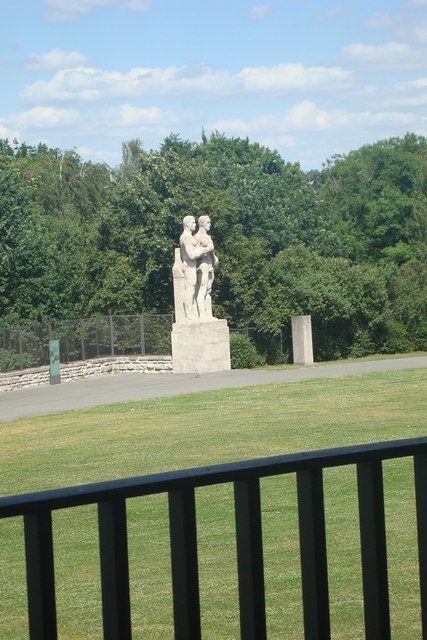
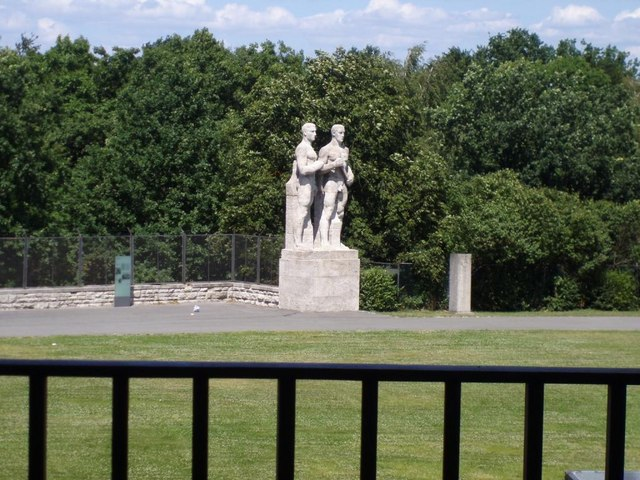
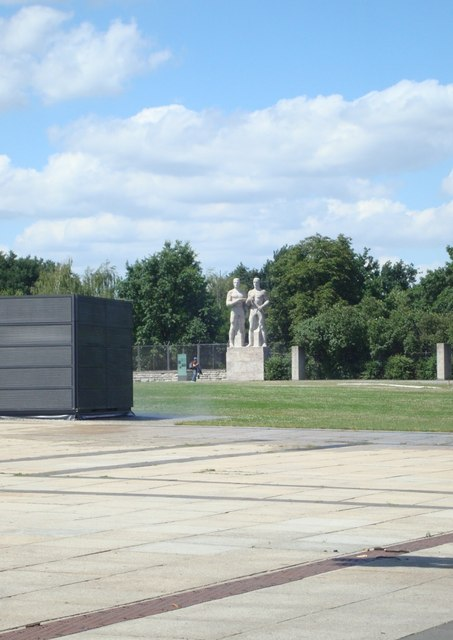

- 1938: El genio de vuelo - Fliegender Genius , friso, Dresde, en el antiguo edificio del Luftgaukommando IV[5]

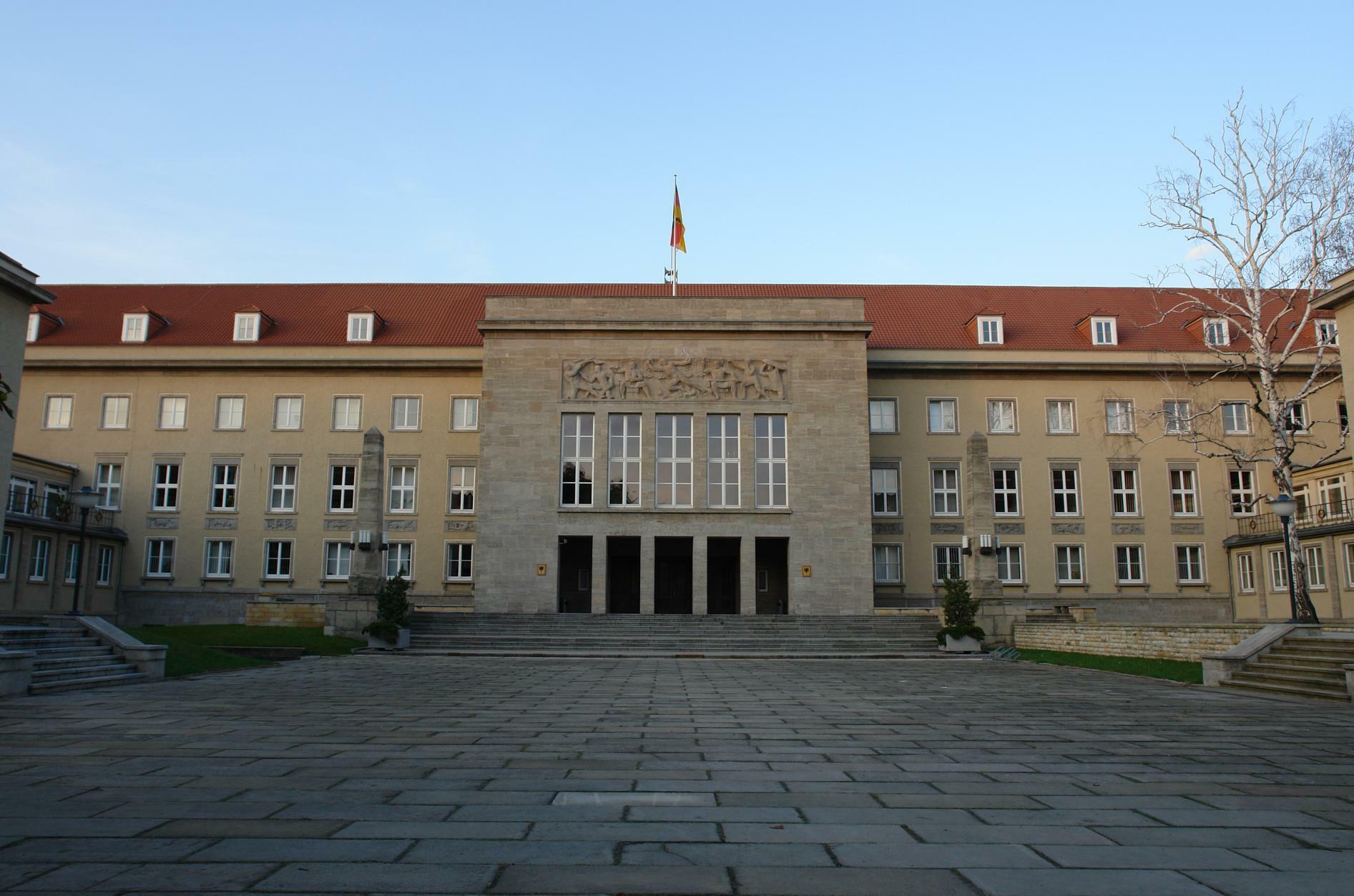
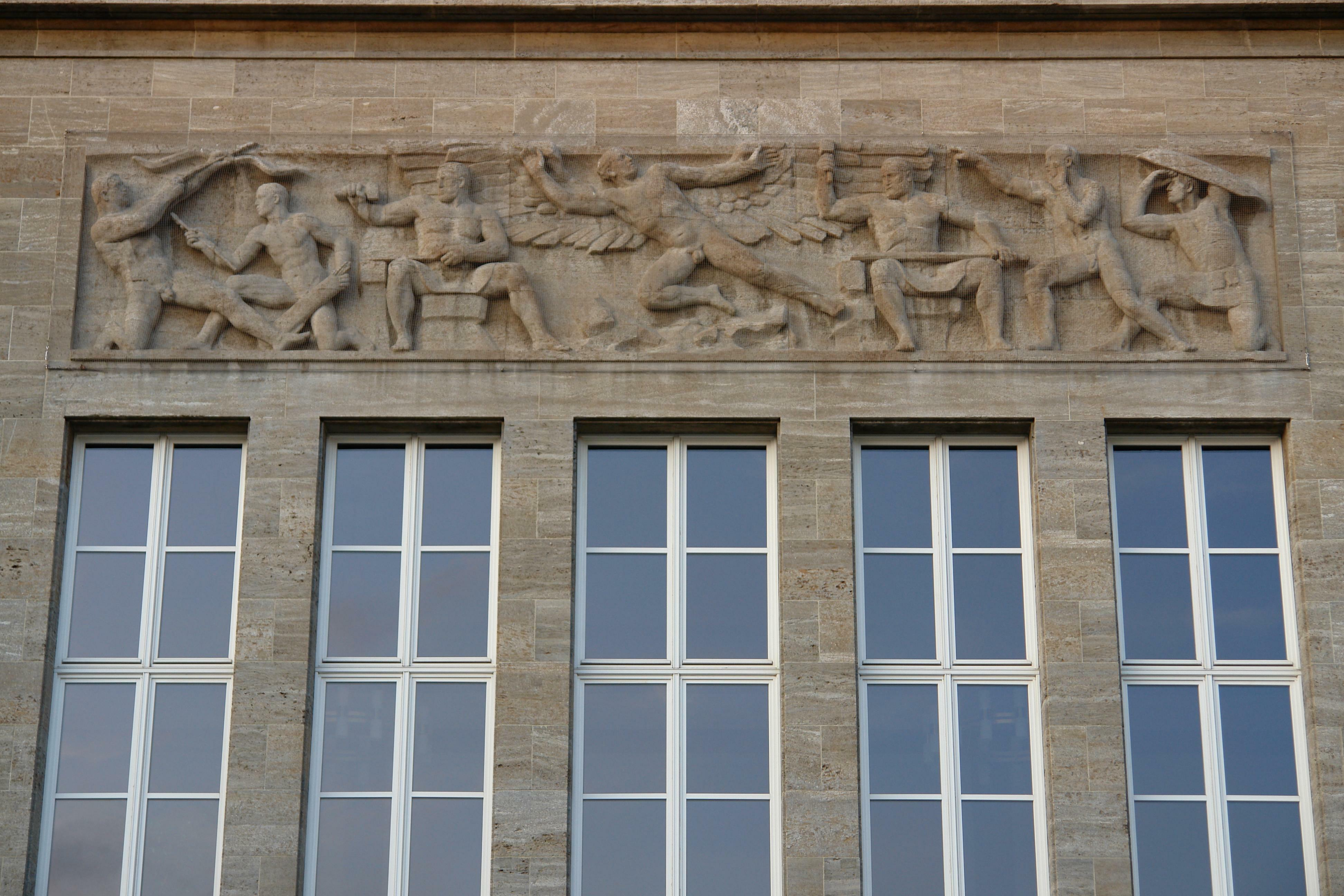

## Premios
- 1910: Premio Villa Romana
- 1925: Doctor honoris causa de la Universidad de Karlsruhe
- 1943: Medalla Goethe de Arte y Ciencia
- 1953: Premio Hans-Thoma[6]
- 1957: Gran Orden de Mérito (Bundesverdienstkreuz)

## Exposiciones
- 1923: Badische Bildhauer (escultor de Baden), Mannheim
- 1929: Exposición en la Deutscher Werkbund
- 7 de abril - 17 de mayo de 1937 : Deutsche Baukunst und Deutsche Plastik (Arquitectura y escultura alemana). Exposición colectiva
- febrero-marzo de 1943 en el Künstlerhaus de Viena, Gran Reich Alemán (parte de un Gesamtausst)
- 1996/97: Karl Albiker, Georgenbau en el Palacio de Dresde

## Alumnos
Entre los alumnos de Karl Albiker destacan:
- Walter Becker (1893-1984)
- Friedrich Büschelberger (1904-1990)
- Hedwig Haller-Braus (1900-1989)
- Joseph Krautwald (1914-2003)
- Magdalene Kreßner (1899-1975)
- Hermann Rosa (1911-1981)
- Walter Schelenz (1903-1987)
- Kurt Schmitt (* 1903)
- Herbert Volwahsen (1906-1988)
- Wilhelm Landgraf (1913-1998)